# Saint-Martin-du-Puy (Nièvre)
Saint-Martin-du-Puy é uma comuna francesa na região administrativa de Borgonha-Franco-Condado, no departamento de Nièvre. Estende-se por uma área de 30,7 km². Em 2010 a comuna tinha 282 habitantes (densidade: 9,2 hab./km²).